# Ella Riegel
Ella Riegel (1867 - 20 de enero de 1937) fue una sufragista estadounidense y activista de los derechos de la mujer. Riegel se graduó de la primera clase del Bryn Mawr College y permanecería asociada a la universidad el resto de su vida.

## Biografía
Riegel nació en 1866 en Pensilvania. Riegel era parte de la primera clase del Bryn Mawr College y se graduó en 1889. Se interesó en la antropología y la arqueología. Riegel también era buena con las finanzas y ganaba dinero invirtiendo en acciones.
Promovió la causa del sufragio femenino de muchas maneras diferentes. Primero formó parte de la Congressional Union for Woman Suffrage, donde fue miembro de su comité de finanzas. Más tarde, se unió al Partido Nacional de la Mujer (NWP). En 1916, formó parte del «Especial del Sufragio», un grupo de más de veinte sufragistas que viajaron a Occidente para promover el sufragio femenino, Riegel sirvió como gerente de negocios para el Especial del Sufragio. Junto con Charles Wister Ruschenberger, envió fotografías de una «campana de la libertad de la mujer» a cada senador de los Estados Unidos. La campana tenía la lengua encadenada, por lo que no podía sonar. En 1919, Riegel se reunió con James P. Goodrich, gobernador de Indiana, para instarle a convocar una sesión legislativa especial para ratificar la enmienda del sufragio femenino.
En una protesta de 75 mujeres llevada a cabo el 9 de febrero de 1919, Riegel fue arrestada. La protesta fue parte de una serie de «incendios de vigilancia» llevados a cabo por el NWP debido a que el Senado no aprobó la Decimonovena Enmienda a la Constitución de los Estados Unidos. Riegel llevaba una bandera de sufragio y fue una de las 47 mujeres arrestadas. Más tarde ayudó a organizar el Especial de Prisiones para concienciar sobre el encarcelamiento de activistas y el trato inhumano que recibían en la cárcel.
Después de que las mujeres ganaran derechos de sufragio, Riegel continuó luchando por la expansión de los derechos en Pensilvania, donde tuvo el cargo de presidenta del NWP estatal. Riegel también luchó por la ciudadanía independiente de las mujeres y la plena tutela de sus propios hijos. Riegel fue la delegada del partido de la mujer en la conferencia de La Haya para la Codificación del Derecho Internacional en 1930. Viajó por Europa y América Latina y trabajó con el Comité Consultivo de Mujeres de la Sociedad de las Naciones.
Falleció en su apartamento en el campus de Bryn Mawr el 20 de enero de 1937. Dejó 100.000 dólares de su patrimonio a Bryn Mawr, y se creó una beca de arqueología a su nombre.[14] En 1940, se abrió un museo arqueológico con el nombre de Riegel en la biblioteca de Bryn Mawr.